# Kronika polska Marcina Bielskiego nowo wydana
Kronika polska Marcina Bielskiego nowo ... przez syna jego wydana – wersja Kroniki wszytkiego świata Marcina Bielskiego uzupełniona i wydana w 1597 przez Joachima Bielskiego.
Joachim Bielski wprowadził do kroniki swojego ojca własne uzupełnienia oraz doprowadził opis wydarzeń do roku 1586 (oryginalna kronika kończyła się w 1551). Marcin Bielski, mimo że formalnie nie wystąpił z Kościoła katolickiego, sprzyjał reformacji. Z tego powodu w Kronice wszytkiego świata znalazły się wątki krytyczne w stosunku do kościoła rzymskiego i papiestwa. Syn Joachim w Kronice polskiej złagodził ten krytycyzm. Z Kroniki polskiej w dużym stopniu korzystał Łukasz Górnicki, pisząc Dzieje w Koronie Polskiej.